# Santa Cruz (La Laguna)
Santa Cruz es un municipio filipino de primera clase, capital de la provincia de La Laguna, en la región de Calabarzon.

## Historia
Hacia mediados del siglo XIX, el lugar, ya por entonces perteneciente a la provincia de La Laguna, aunque no su capital, tenía contabilizada una población de 9723 habitantes, repartidos en 1620 casas. Aparece descrito en el primer volumen del Diccionario geográfico, estadístico, histórico de las Islas Filipinas (1850) de Manuel Buzeta Núñez y Felipe Bravo con las siguientes palabras:

CRUZ (Santa): pueblo con cura y gobernadorcillo, en la isla de Luzon, prov. de la Laguna, dióc. del arz. de Manila: se halla sit. en los 125° 6' 30" long., 14° 16' 15" lat., en la playa de la Laguna de Bay, y á la orilla der. de la desembocadura de un r., en terreno llano, defendido de los vientos del S. E., y su clima es templado y saludable. Tiene como unas 1,620 casas de sencilla construccion, distinguiéndose tan solo como mas ntoables la casa parroquial, la llamada tribunal, y otras varias pertenecientes á mestizos ricos; hay cárcel, y escuela de primeras letras dotada de los fondos de comunidad, á la que concurren varios alumnos de ambos sexos; é igl. parr. de hermosa fábrica, servida por un cura regular. Al lado de la igl. se halla el cementerio en buena situacion y ventilado. Los caminos dirigen á los pueblos inmediatos por caminos de herradura, y la correspondencia se recibe una vez á la semana de la cabecera de la prov. por medio de baligero. El term. confina por N. y O. con la laguna de Bay; por S. con el pueblo de Magdalena, distante 1 ½ leg.; por S. O. con el de Pila, á 1 ½ id., y por E. con Pagsanjan, cap. ó cabecera de la prov. El terreno en general es llano, aunque hay algunos montes hácia el S. En estos se hallan varias clases de maderas, palmas, bejucos y cañas; caza de búfalos, javalíes, venados, gallos, tórtolas, etc., y miel y cera que depositan las abejas en los sitios que encuentran á propósito para ello. En la parte reducida á cultivo las prod. son mucho arroz, y caña dulce, cacao, café, pimienta, añil, ajonjoli, abacá, algodon, cocos, mangas, muchas otras clases de frutas y legumbres. La ind. consiste en el beneficio de los prod. naturales, varios tejidos de abacá y algodon, la mecánica, la pesca, que les facilita la laguna, y la cria de animales domésticos. El comercio se reduce á la esportacion del sobrante de sus prod. naturales é industriales. pobl. 9,723 alm., 2,164 ½ trib., que ascienden á 21,645 rs. plata, equivalentes á 54,112 ½ rs. vn.
(Buzeta y Bravo, 1850, p. 561)

En 2020, tenía censados 123 574 habitantes.